# Critérium du Dauphiné Libéré 2008
| Endstand nach der 7. Etappe | Endstand nach der 7. Etappe | Endstand nach der 7. Etappe |
| --------------------------- | --------------------------- | --------------------------- |
| Erster                      | Alejandro Valverde          | 27:34:39 h (39,615 km/h)    |
| Zweiter                     | Cadel Evans                 | + 0:39 min                  |
| Dritter                     | Levi Leipheimer             | + 1:24 min                  |
| Vierter                     | Robert Gesink               | + 2:47 min                  |
| Fünfter                     | Haimar Zubeldia             | + 3:19 min                  |
| Sechster                    | Cyril Dessel                | + 4:01 min                  |
| Siebter                     | Mikel Astarloza             | + 4:25 min                  |
| Achter                      | Sylwester Szmyd             | + 4:29 min                  |
| Neunter                     | Maxime Monfort              | + 4:45 min                  |
| Zehnter                     | Matteo Carrara              | + 5:13 min                  |
| Punktewertung               | Alejandro Valverde          | 133 P.                      |
| Zweiter                     | Levi Leipheimer             | 105 P.                      |
| Dritter                     | Cadel Evans                 | 87 P.                       |
| Bergwertung                 | Pierre Rolland              | 110 P.                      |
| Zweiter                     | Juri Trofimow               | 110 P.                      |
| Dritter                     | Dmitri Fofonow              | 72 P.                       |
| Teamwertung                 | Euskaltel-Euskadi           | 83:02:24 h                  |
| Zweiter                     | ag2r La Mondiale            | + 5:23 min                  |
| Dritter                     | Caisse d’Epargne            | + 6:40 min                  |

Das 60. Critérium du Dauphiné Libéré ist ein Rad-Etappenrennen, das vom 8. bis 15. Juni 2008 stattfand. Es wurde in einem Prolog und sieben Etappen über eine Distanz von 1139,9 Kilometern ausgetragen.
Organisiert wurde die Rundfahrt von der Tageszeitung Le Dauphiné libéré. Das Rennen zählte zur UCI ProTour 2008. Der Führende nach der Katalonien-Rundfahrt Damiano Cunego war nicht am Start.

## Teilnehmerfeld
An der Rundfahrt nahmen alle 18 UCI ProTeams teil. Aufgrund der gestiegenen Kosten für den Kampf gegen Doping lud die Rennleitung keine Continental-Teams ein. Somit fehlte Titelverteidiger Christophe Moreau von Agritubel.
Mehrere Favoriten für den Gesamtsieg der Tour de France 2008 starteten in Avignon: Der Zweite der Tour und des Critériums 2007 Cadel Evans trug die Startnummer Nr. 1. Er hatte einen ausgezeichneten Saisonstart mit vier Siegen und guten Platzierungen bei den Ardennenklassikern im April. Jedoch erlitt er im Mai, während der Vorbereitung auf die Tour de France, eine Sehnenentzündung im Knie. An seiner Seite fährt Yaroslav Popovych, Dritter bei Paris–Nizza im März. Für Caisse d’Epargne starten Alejandro Valverde, 2008 bereits siegreich bei Lüttich–Bastogne–Lüttich und der Murcia-Rundfahrt, und Óscar Pereiro. Kapitän beim Team CSC ist Carlos Sastre.
Das Team Euskaltel-Euskadi hatte drei Anwärter für Etappensiege: Haimar Zubeldia, Mikel Astarloza und Samuel Sanchez. Nach zwei Monaten ohne Wettkampf aufgrund einer Virusinfektion startete der Australier Michael Rogers (Team High Road). Levi Leipheimer war der Einzige ehemalige Gewinner des Critériums du Dauphiné Libéré am Start (2006). Sein Team Astana wurde nicht zur Tour de France 2008 eingeladen, deshalb war die Dauphiné Libéré sein Saisonhöhepunkt. Diese Rolle sollte ursprünglich sein Teamkollege Alberto Contador übernehmen, nach seinem Sieg beim Giro verzichtete er aber.
Das niederländische Rabobankteam setzte auf Robert Gesink (22 Jahre). Zu den Außenseitern zählten die Spanier Manuel Beltrán (Liquigas), Ángel Gómez Marchante, Juan Cobo (Saunier Duval), Carlos Barredo, Juan Manuel Gárate (Quick·Step), die Franzosen Sandy Casar (Française des Jeux), Cyril Dessel (AG2R) und dem Österreicher Bernhard Kohl (Gerolsteiner), Dritter im Jahr 2006.
| Team                      | wichtige Fahrer                                                                   |
| ------------------------- | --------------------------------------------------------------------------------- |
| SIL Silence-Lotto         | Cadel Evans, Yaroslav Popovych                                                    |
| QST Quick·Step            | Carlos Barredo, Juan Manuel Gárate                                                |
| CSC                       | Alexander Kolobnev, Chris Sørensen, Íñigo Cuesta, Karsten Kroon, Carlos Sastre    |
| GCE Caisse d’Epargne      | Alejandro Valverde, Óscar Pereiro, Nicolas Portal                                 |
| EUS Euskaltel-Euskadi     | Samuel Sanchez, Mikel Astarloza, Haimar Zubeldia                                  |
| SDV Saunier Duval-Scott   | Juan Cobo, Ángel Gómez Marchante, David de la Fuente                              |
| ALM ag2r La Mondiale      | Vladimir Efimkin, John Gadret, Cyril Dessel, Stéphane Goubert, José Luis Arrieta  |
| BTL Bouygues Télécom      | Thomas Voeckler, Pierrick Fédrigo, Laurent Lefèvre                                |
| C.A Crédit Agricole       | Thor Hushovd, Patrice Halgand, Simon Gerrans, William Bonnet, Christophe Le Mével |
| COF Cofidis               | Maxime Monfort, David Moncoutié, Samuel Dumoulin, Florent Brard                   |
| FDJ La Française des Jeux | Sandy Casar, Rémy Di Gregorio                                                     |
| GST Gerolsteiner          | Heinrich Haussler, Sebastian Lang, Fabian Wegmann                                 |
| THR Team High Road        | George Hincapie, Michael Rogers, André Greipel                                    |
| MRM Milram                | Sergio Ghisalberti, Andrij Hrywko                                                 |
| LAM Lampre                | Paolo Bossoni, Sylwester Szmyd                                                    |
| LIQ Liquigas              | Manuel Beltrán, Frederik Willems                                                  |
| RAB Rabobank              | Robert Gesink, Juan Antonio Flecha                                                |
| AST Astana                | Levi Leipheimer                                                                   |

## Etappen

### Übersicht
| Etappe    | Tag      | Start–Ziel                       | km   | Etappensieger      | Führender          |
| --------- | -------- | -------------------------------- | ---- | ------------------ | ------------------ |
| Prolog    | 08. Juni | Le Pontet–Avignon (EZF)          | 05,6 | Levi Leipheimer    | Levi Leipheimer    |
| 1. Etappe | 09. Juni | Avignon–Privas                   | 194  | Alejandro Valverde | Thor Hushovd       |
| 2. Etappe | 10. Juni | Bourg-Saint-Andéol–Vienne        | 184  | George Hincapie    | Thor Hushovd       |
| 3. Etappe | 11. Juni | Saint-Paul-en-Jarez (EZF)        | 031  | Alejandro Valverde | Alejandro Valverde |
| 4. Etappe | 12. Juni | Vienne–Annemasse                 | 193  | Cyril Dessel       | Alejandro Valverde |
| 5. Etappe | 13. Juni | Ville-la-Grand–Morzine           | 125  | Juri Trofimow      | Alejandro Valverde |
| 6. Etappe | 14. Juni | Morzine–La Toussuire             | 233  | Chris Sørensen     | Alejandro Valverde |
| 7. Etappe | 15. Juni | Saint-Jean-de-Maurienne–Grenoble | 128  | Dmitri Fofonow     | Alejandro Valverde |

### Prolog: Le Pontet–Avignon
|    | Fahrer             | Team | Zeit       |
| -- | ------------------ | ---- | ---------- |
| 1. | Levi Leipheimer    | AST  | 6:10 min   |
| 2. | Thor Hushovd       | C.A  | + 0:01 min |
| 3. | Alejandro Valverde | GCE  | + 0:06 min |
| 4. | Maxime Monfort     | COF  | + 0:12 min |
| 5. | Vladimir Efimkin   | ALM  | g.Z.       |

|    | Fahrer             | Team | Zeit       |
| -- | ------------------ | ---- | ---------- |
| 1. | Levi Leipheimer    | AST  | 6:10 min   |
| 2. | Thor Hushovd       | C.A  | + 0:01 min |
| 3. | Alejandro Valverde | GCE  | + 0:06 min |
| 4. | Maxime Monfort     | COF  | + 0:12 min |
| 5. | Vladimir Efimkin   | ALM  | g.Z.       |

### 1. Etappe: Avignon–Privas
|    | Fahrer             | Team | Zeit      |
| -- | ------------------ | ---- | --------- |
| 1. | Alejandro Valverde | GCE  | 4:46:36 h |
| 2. | Thor Hushovd       | C.A  | g.Z.      |
| 3. | Björn Schröder     | MRM  | g.Z.      |
| 4. | Fabian Wegmann     | GST  | g.Z.      |
| 5. | Cadel Evans        | SIL  | g.Z.      |

|    | Fahrer             | Team | Zeit       |
| -- | ------------------ | ---- | ---------- |
| 1. | Thor Hushovd       | C.A  | 4:52:41 h  |
| 2. | Alejandro Valverde | GCE  | + 0:01 min |
| 3. | Levi Leipheimer    | AST  | + 0:05 min |
| 4. | Maxime Monfort     | COF  | + 0:17 min |
| 5. | Vladimir Efimkin   | ALM  | g.Z.       |

Am Ufer der Petit Rhône wurde die erste Etappe in Avignon gestartet. Die Strecke führte nach Norden in das Departement Drôme, durch Vaison-la-Romaine und Nyons. Die einzige Bergwertung des Tages war in Puy-Saint-Martin (4. Kategorie). Danach ging es in Richtung Westen, über die Rhône ins Departement Ardèche durch La Voulte-sur-Rhône. Zum Ziel in Privas ging es auf den letzten drei Kilometern bergauf mit einem Höhenunterschied von 115 Metern. Alejandro Valverde konnte sich im Massensprint durchsetzen.

### 2. Etappe: Bourg-Saint-Andéol–Vienne
|    | Fahrer             | Team | Zeit      |
| -- | ------------------ | ---- | --------- |
| 1. | George Hincapie    | THR  | 4:46:36 h |
| 2. | Sébastien Chavanel | FDJ  | g.Z.      |
| 3. | Sebastian Lang     | GST  | g.Z.      |
| 4. | Heinrich Haussler  | GST  | g.Z.      |
| 5. | Thor Hushovd       | C.A  | g.Z.      |

|    | Fahrer             | Team | Zeit       |
| -- | ------------------ | ---- | ---------- |
| 1. | Thor Hushovd       | C.A  | 9:25:19 h  |
| 2. | Alejandro Valverde | GCE  | + 0:01 min |
| 3. | Levi Leipheimer    | AST  | + 0:05 min |
| 4. | George Hincapie    | THR  | + 0:13 min |
| 5. | Maxime Monfort     | COF  | + 0:17 min |

Über 184 Kilometer führte die zweite Etappe von Bourg-Saint-Andéol nach Vienne. Kurz vor dem Ziel gab es eine Bergwertung der vierten Kategorie. 1000 Meter vor dem Ziel attackierte Sebastian Lang, nur George Hincapie setzte nach und überholte Lang im Sprint.

### 3. Etappe: Saint-Paul-en-Jarez (EZF)
|    | Fahrer             | Team | Zeit       |
| -- | ------------------ | ---- | ---------- |
| 1. | Alejandro Valverde | GCE  | 44:59 min  |
| 2. | Levi Leipheimer    | AST  | + 0:19 min |
| 3. | Cadel Evans        | SIL  | + 0:20 min |
| 4. | Mikel Astarloza    | EUS  | + 1:00 min |
| 5. | Maxime Monfort     | COF  | + 1:01 min |

|    | Fahrer             | Team | Zeit       |
| -- | ------------------ | ---- | ---------- |
| 1. | Alejandro Valverde | GCE  | 10:10:19 h |
| 2. | Levi Leipheimer    | AST  | + 0:23 min |
| 3. | Cadel Evans        | SIL  | + 0:37 min |
| 4. | Maxime Monfort     | COF  | + 1:17 min |
| 5. | Mikel Astarloza    | EUS  | + 1:20 min |

31 Kilometer langes Einzelzeitfahren.

### 4. Etappe: Vienne–Annemasse
|    | Fahrer         | Team | Zeit       |
| -- | -------------- | ---- | ---------- |
| 1. | Cyril Dessel   | ALM  | 4:37:16 h  |
| 2. | Pierre Rolland | C.A  | + 0:18 min |
| 3. | Amaël Moinard  | COF  | + 1:21 min |
| 4. | Óscar Pereiro  | GCE  | + 1:21 min |
| 5. | Lars Bak       | CSC  | + 2:07 min |

|    | Fahrer             | Team | Zeit       |
| -- | ------------------ | ---- | ---------- |
| 1. | Alejandro Valverde | GCE  | 14:49:46 h |
| 2. | Levi Leipheimer    | AST  | + 0:23 min |
| 3. | Cadel Evans        | SIL  | + 0:37 min |
| 4. | Cyril Dessel       | ALM  | + 1:08 min |
| 5. | Maxime Monfort     | COF  | + 1:17 min |

Ohne Schwierigkeiten waren die ersten 120 Kilometer des Streckenverlaufes. Der Weg führte in Richtung Osten in das Departement Ain entlang der Rhône. Es folgten die ersten beiden Hügel, der Mont des Princes (3. Kategorie) und der Saint-Jean (4. Kat.), beide liegen im Département Haute-Savoie. 25 Kilometer vor dem Ziel begann der 9 Kilometer lange Anstieg des Salèves (1. Kategorie), er führte die Fahrer auf 1300 Meter Höhe. Zwei Kilometer vor dem Gipfel setzte sich der spätere Tagessieger Cyril Dessel ab.

### 5. Etappe: Ville-la-Grand–Morzine
|    | Fahrer             | Team | Zeit       |
| -- | ------------------ | ---- | ---------- |
| 1. | Juri Trofimow      | BTL  | 3:07:46 h  |
| 2. | Cadel Evans        | SIL  | + 0:18 min |
| 3. | Alejandro Valverde | GCE  | g.Z.       |
| 4. | Haimar Zubeldia    | EUS  | + 0:23 min |
| 5. | Sylwester Szmyd    | LAM  | + 0:26 min |

|    | Fahrer             | Team | Zeit       |
| -- | ------------------ | ---- | ---------- |
| 1. | Alejandro Valverde | GCE  | 17:57:50 h |
| 2. | Cadel Evans        | SIL  | + 0:37 min |
| 3. | Levi Leipheimer    | AST  | + 1:29 min |
| 4. | Juri Trofimow      | BTL  | + 2:16 min |
| 5. | Robert Gesink      | RAB  | + 2:36 min |

Die gesamte Etappe führte durch das Departement Haute-Savoie. Die erste Bergprüfung war der Col de Saxel (3. Kategorie) bei Kilometer 51 – der. Es folgen Wertungen der 4. Kategorie (Col du Perret und Chatillon-sur-Cluses). Der Anstieg zum Col de Joux Plane (Hors Kategorie) ist die große Schwierigkeit des Tages. Er beginnt in Samoëns und bringt die Fahrer nach 11,5 Kilometern auf eine Höhe von 1691 Metern. Die Abfahrt führt zum Zielort Morzine.
Nach mehreren vergeblichen Angriffen startete am Fuße des Col de Saxel Hubert Dupont (AG2R) den entscheidenden Ausreißversuch. Ihm folgten Juan José Cobo (Saunier Duval), Íñigo Cuesta (Team CSC), Vladimir Efimkin (AG2R), George Hincapie (Team High Road), Aliaksandr Kuchynski (Liquigas), Daniel Navarro (Astana) und Juri Trofimow (Bouygues Telecom). Zu Beginn der Steigung zum Joux Plane betrug der Vorsprung 2:15 Minuten auf das vom Caise d’Epargne angeführte Hauptfeld.
Efimkin, Trofimow, Cuesta and Cobo konnten ihre Gefährten distanzieren. Danach fielen auch Efimkin und Cuesta zurück. Nach der Bergwertung konnte sich Trofimow von Cobo absetzen und rettete 18 Sekunden Vorsprung ins Ziel. Im Hauptfeld forcierte Robert Gesink (Rabobank) das Tempo. Die Angriffe von Alejandro Valverde und Cadel Evans brachten Levi Leipheimer in Schwierigkeiten.

### 6. Etappe: Morzine–La Toussuire
|    | Fahrer             | Team | Zeit       |
| -- | ------------------ | ---- | ---------- |
| 1. | Chris Sørensen     | CSC  | 6:15:53 h  |
| 2. | Pierrick Fédrigo   | BTL  | + 1:02 min |
| 3. | Levi Leipheimer    | AST  | + 1:10 min |
| 4. | Sylwester Szmyd    | LAM  | + 1:15 min |
| 5. | Alejandro Valverde | GCE  | g.Z.       |

|    | Fahrer             | Team | Zeit       |
| -- | ------------------ | ---- | ---------- |
| 1. | Alejandro Valverde | GCE  | 24:14:58 h |
| 2. | Cadel Evans        | SIL  | + 0:39 min |
| 3. | Levi Leipheimer    | AST  | + 1:24 min |
| 4. | Robert Gesink      | RAB  | + 2:47 min |
| 5. | Haimar Zubeldia    | EUS  | + 3:19 min |

### 7. Etappe: Saint-Jean-de-Maurienne–Grenoble
|    | Fahrer              | Team | Zeit      |
| -- | ------------------- | ---- | --------- |
| 1. | Dmitri Fofonow      | C.A  | 3:17:20 h |
| 2. | Jurgen van de Walle | QST  | g.Z.      |
| 3. | Juri Trofimow       | BTL  | g.Z.      |
| 4. | Christophe Riblon   | ALM  | + 11"     |
| 5. | Matteo Carrara      | QST  | g.Z.      |

|    | Fahrer             | Team | Zeit       |
| -- | ------------------ | ---- | ---------- |
| 1. | Alejandro Valverde | GCE  | 27:34:39 h |
| 2. | Cadel Evans        | SIL  | + 0:39 min |
| 3. | Levi Leipheimer    | AST  | + 1:24 min |
| 4. | Robert Gesink      | RAB  | + 2:47 min |
| 5. | Haimar Zubeldia    | EUS  | + 3:19 min |

## Trikots im Tourverlauf
Die Tabelle zeigt den Träger des jeweiligen Trikots während der einzelnen Etappe bzw. den Führenden der jeweiligen Gesamtwertung am Abend des Vortags an.
| Etappe    | Gesamtwertung      | Punktewertung      | Bergwertung        | Teamwertung       |
| --------- | ------------------ | ------------------ | ------------------ | ----------------- |
| 1. Etappe | Levi Leipheimer    | Levi Leipheimer    | nicht vergeben     | Astana            |
| 2. Etappe | Thor Hushovd       | Alejandro Valverde | Christian Kux      | Astana            |
| 3. Etappe | Thor Hushovd       | Thor Hushovd       | David de la Fuente | Astana            |
| 4. Etappe | Alejandro Valverde | Alejandro Valverde | Alejandro Valverde | Caisse d’Epargne  |
| 5. Etappe | Alejandro Valverde | Alejandro Valverde | David de la Fuente | Caisse d’Epargne  |
| 6. Etappe | Alejandro Valverde | Alejandro Valverde | Juan Cobo          | Silence-Lotto     |
| 7. Etappe | Alejandro Valverde | Alejandro Valverde | Pierre Rolland     | Euskaltel-Euskadi |
| Sieger    | Alejandro Valverde | Alejandro Valverde | Pierre Rolland     | Euskaltel-Euskadi |

- Auf der 1. Etappe trug Thor Hushovd das Punktetrikot.
- Auf der 3. Etappe trug Alejandro Valverde das Punktetrikot.
- Von der 4. bis zu 7. Etappe trug Levi Leipheimer das Punktetrikot.

## ProTour-Zwischenstand
Zwischenstand der ProTour 2008 nach der Dauphiné Libéré (Stand: 15. Juni 2008).
|     | Fahrer             | Punkte |
| --- | ------------------ | ------ |
| 1.  | Cadel Evans        | 85     |
| 2.  | Alejandro Valverde | 83     |
| 3.  | Damiano Cunego     | 73     |
| 4.  | André Greipel      | 62     |
| 5.  | Mikel Astarloza    | 60     |
| 6.  | Alberto Contador   | 58     |
| 7.  | Thomas Dekker      | 54     |
| 8.  | Andreas Klöden     | 53     |
| 9.  | Stijn Devolder     | 50     |
| 10. | Jose Joaquin Rojas | 45     |

|     | Teams                 | Punkte |
| --- | --------------------- | ------ |
| 1.  | Team Astana           | 110    |
| 2.  | Team CSC              | 93     |
| 3.  | Caisse d’Epargne      | 92     |
| 4.  | Saunier Duval-Scott   | 89     |
| 5.  | Rabobank              | 86     |
| 6.  | Francais de Jeux      | 85     |
| 7.  | Silence-Lotto         | 83     |
| 8.  | Team Gerolsteiner     | 80     |
| 9.  | Team High Road        | 77     |
| 10. | Euskaltel-Euskadi     | 72     |
| 11. | Liquigas              | 67     |
| 12. | Quick Step-Innergetic | 64     |
| 13. | ag2r La Mondiale      | 63     |
| 14. | Crédit Agricole       | 62     |
| 15. | Cofidis               | 60     |
| 16. | Bouygues Télécom      | 54     |
| 17. | Team Milram           | 48     |
| 18. | Lampre-Fondital       | 36     |

|     | Nationen           | Punkte |
| --- | ------------------ | ------ |
| 1.  | Spanien            | 291    |
| 2.  | Italien            | 178    |
| 3.  | Belgien            | 155    |
| 4.  | Frankreich         | 147    |
| 5.  | Deutschland        | 140    |
| 6.  | Australien         | 106    |
| 7.  | Niederlande        | 88     |
| 8.  | Vereinigte Staaten | 71     |
| 9.  | Luxemburg          | 53     |
| 10. | Kolumbien          | 43     |